# Michail Sergejewitsch Oparin
Michail Sergejewitsch Oparin (russisch Михаил Сергеевич Опарин; * 22. Mai 1993 in Omsk) ist ein russischer Fußballtorwart.

## Karriere
Oparin begann seine Karriere in der Akademija Toljatti. Im August 2010 wechselte er zu Krylja Sowetow Samara, das er aber bereits nach Ende der Saison 2010 wieder verließ. Nach mehreren Monaten ohne Klub schloss er sich im August 2011 der U-19 von Amkar Perm an. Im Januar 2013 wurde er an den Drittligisten FK Kaluga verliehen. Bis zum Ende der Saison 2012/13 absolvierte er neun Partien in der Perwenstwo PFL. Zur Saison 2013/14 kehrte der Tormann nicht mehr nach Perm zurück, sondern wechselte fest zum Drittligisten Irtysch Omsk. Dort absolvierte er in jener Spielzeit 15 Partien.
Zur Saison 2014/15 wechselte Oparin zum Zweitligisten FK Jenissei Krasnojarsk. Bei Jenissei debütierte er dann im September 2014 gegen den FK Dynamo Sankt Petersburg in der Perwenstwo FNL. In Krasnojarsk kam er jedoch an Stammtormann Alexander Plotnikow nicht vorbei und absolvierte so in seiner ersten Zweitligasaison nur drei Partien. Plotnikow verließ Jenissei nach Saisonende und wurde durch Giorgi Schelija ersetzt, gegen den Oparin erneut keine Meter hatte. Schelija verließ den Verein aber bereits im Februar 2016 wieder, dennoch hatte Oparin dann gegen die Eigengewächse Wassili Asarow und Michail Borodko das Nachsehen. Bis Saisonende absolvierte er 2015/16 zwei Partien. Sowohl Asarow als auch Borodko verließen das Team nach der Saison 2015/16 und wurden durch den Routinier Denis Wawilin ersetzt. Ihn verdrängte Oparin dann am zwölften Spieltag im September und er sollte seinen Platz im Tor nicht mehr verlieren. Bis Saisonende absolvierte er 27 Zweitligapartien.
Zur Saison 2017/18 schloss der Torwart sich dem Erstligisten FK Tosno an. In Tosno war er die gesamte Saison über Ersatz für Dawit Jurtschenko. Sein Debüt in der Premjer-Liga gab er im März 2018 gegen den FK SKA-Chabarowsk. Bis Saisonende absolvierte er zwei Partien in der höchsten Spielstufe, mit Tosno stieg er aber zu Saisonende aus der Premjer-Liga ab, woraufhin sich das Team auflöste. Oparin blieb allerdings der Liga erhalten und schloss sich zur Saison 2018/19 Krylja Sowetow Samara an. In Samara war er allerdings von Anfang an erneut nur Ersatz für Jewgeni Konjuchow, als dann im August 2018 mit dem einstigen Nationaltormann Sergei Ryschikow ein weiterer Tormann verpflichtet worden war, verließ Oparin das Team nach fünf Spieltagen wieder und wechselte zum Zweitligisten FK SKA-Chabarowsk. Für Chabarowsk absolvierte er bis Saisonende 18 Zweitligaspiele.
Zur Saison 2019/20 kehrte er nach Krasnojarsk zurück. Dort kam er in der COVID-bedingt abgebrochenen Spielzeit 2019/20 zu zehn Zweitligaeinsätzen. In der Saison 2020/21 absolvierte er 33 Partien, in der Saison 2021/22 31. Zur Saison 2022/23 wechselte Oparin zum Erstligisten Achmat Grosny.